# Ботезат, Иван Фёдорович
Иван Фёдорович Ботезат (род. 6 июля 1935) — слесарь завода «Электроточприбор» Министерства приборостроения, средств автоматизации и систем управления СССР (Кишинёв Молдавской ССР). Герой Социалистического Труда (1971).

## Биография
Родился в 1935 году в селе Самашканы (Бессарабия в составе Румынии) в семье крестьянина-бедняка.
С 1951 года, после окончания школы ФЗО, работал каменщиком Кишинёвского строительного треста. В 1954—1957 годы на военной службе. В 1957—1959 — каменщик строительного управления № 3 треста «Кишинёвстрой».
С 1959 года слесарь на строительстве, с 1961 года слесарь слесарно-штамповочного цеха завода «Электроточприбор» производственного объединения «Волна». В 1971—1978 — бригадир слесарей.
Ударник коммунистического труда, рационализатор, разработал несколько оригинальных приспособлений, дающих возможность повысить в 2-3 раза производительность труда на изготовлении отдельных деталей. Производственные задания выполнял на 130-150 %.
Наставник молодёжи, подготовил более 60 квалифицированных рабочих.
Указом Президиума Верховного Совета СССР от 20 апреля 1971 года за высокие успехи, достигнутые в выполнении заданий пятилетки по развитию приборостроения, присвоено звание Героя Социалистического Труда с вручением ордена Ленина и золотой медали «Серп и Молот».
Член КПСС с 1968 года, делегат XXV съезда КПСС.
Депутат Верховного Совета Молдавской ССР трёх созывов (1967—1970, 1975—1985).